# Нарты (конный театр)
«Нарты» — государственный конно-драматический театр во Владикавказе, основанный в 1990 году. Уникальный театр объединяет в себе драматическое, цирковое, хореографическое, спортивное искусство. Создан при содействии Министерства культуры РФ и АО «Кавэлектронстрой», директор которого Ф. Т. Цахилов стал меценатом театра. Коллектив возглавил Анатолий Дзиваев. С 1996 года театру присвоен государственный статус.
Первым спектаклем стал «Отверженный ангел» по пьесе Ш. Джикаева (постановка — Дзиваев), отмеченный Государственной премией им. К. Хетагурова в области литературы и искусства при Президенте Республики Северная Осетия-Алания. В 2001 году театр выступал в Москве в рамках III Всемирной театральной олимпиады с «Гамлетом» Шекспира.
Наездники-каскадёры театра «Нарты» снимались в картине Алексея Балабанова «Война». Исполнитель одной из ролей в этом фильме кинорежиссёр Сергей Бодров-младший в 2002 году пригласил труппу театра принять участие в съёмках своего нового фильма «Связной». Именно во время этих съёмок 20 сентября 2002 года в Кармадонском ущелье Северной Осетии под сошедший с гор ледник Колка попала почти вся киносъёмочная группа фильма вместе с Бодровым. Среди них оказались и семеро актёров театра «Нарты»: Руслан Тохтиев, Виктор Засеев, Марина Газанова, Сослан Сланов, Заза Багаев, Алан Кесаонов и Таузбек Канатов. В 2003 году Тимуром Сикоевым в память о погибших при сходе ледника Колка коллегах поставлен спектакль «Посвящение семерым». В 2009 году новым руководителем театра «Нарты» стал Асланбек Галаов — режиссёр, выпускник театрального училища имени Щукина.
Несмотря на все свои заслуги и любовь зрителя к творчеству театра, уникальный коллектив сегодня переживает тяжёлые времена. Отсутствие собственной арены, которая пришла в негодность, отсутствия специального транспорта для перевозки лошадей и других необходимых для жизни конного театра атрибутов, встал вопрос — быть или не быть театру. Тяжелое финансовое положение заставляет, в прямом смысле этого слова, выживать. В 2012 году в поддержку уникальной театральной труппе стартовала благотворительная акция «„Нарты“ будут жить!!». Активисты, неравнодушные к судьбе театра, решили собрать необходимые средства для постройки арены, без которой театр не сможет существовать.
В 2011 году театр за активное участие в проведении I Ежегодного фестиваля конного искусства в Чеченской Республике, вклад в развитие и популяризацию конного искусства, деятельность, способствующую сохранению национальных культур и традиций награждён Благодарственным Письмом Главы Чеченской Республики.
Специально для этого был открыт официальный сайт в поддержку конно-драматического театра «Нарты» — www.teatr-narti.ru.